# 알래스카토끼
알래스카토끼 또는 툰드라토끼(Lepus othus)는 토끼과에 속하는 포유류의 일종이다. 땅에 굴을 파지는 않으며, 미국의 알래스카 서부와 알래스카반도의 개활 툰드라 지역에서 발견된다.